# Ramnäs IF
Ramnäs IF är en idrottsförening i Ramnäs i Sverige. I fotboll spelar herrlaget i division 6, men har spelat i Sveriges tredjedivision säsongerna 1939/1940, 1940/1941, 1944/1945. Damlaget i fotboll spelar i division 5. Klubben bedriver även innebandy med ett herrlag som säsongen 2005/2006 kom på femte plats i sin serie i division 5.